# HCS (virksomhed)
 For alternative betydninger, se HCS. (Se også artikler, som begynder med HCS)
HCS A/S Transport & Spedition (i daglig tale HCS) er en dansk transportvirksomhed  med hovedsæde i Glostrup.
Virksomheden blev stiftet i 1941 af Hans Christian Svendsen i Kongens Lyngby, hvor man beskæftigede sig med entreprenør- og renovationskørsel. Indtil 1990, hvor sønnen Sten Svendsen solgte virksomheden, var den i familiens eje. 
Driften er delt op i fire underafdelinger: Transport og spedition, renovation, entreprenørkørsel, samt miljøentreprise.